# Marmara phaneropis
Marmara phaneropis là một loài bướm đêm thuộc họ Gracillariidae. Nó được tìm thấy ở Ecuador.